# 斯蒂格·文纳斯特伦
斯蒂格·文纳斯特伦（瑞典語：Stig Wennerström，1943年3月31日—），生于哥德堡，瑞典男子帆船运动员。他曾代表瑞典参加1972年夏季奥林匹克运动会帆船比赛，获得一枚银牌。